# Человек ниоткуда (фильм, 1937)
Человек ниоткуда (фр. L'homme de nulle part) — французско-итальянский фильм-драма фильм 1937 года, поставленный режиссером Пьером Шеналем по роману Луиджи Пиранделло «Покойный Матиас Паскаль» (итал. Il fu Mattia Pascal).

## Сюжет
После смерти матери, разорившейся Матиас Паскаль остается один с нелюбимой женой и невыносимой тещей. На какое-то время он исчезает, чтобы привести мысли в порядок. Он встречает незнакомца и с его помощью выигрывает в рулетку целое состояние. Возвращаясь домой, Матиас попадает прямо на собственные похороны — его место в гробу занял утопленник, погибший в случайной драке. Матиас никому ничего не говорит и предпочитает вновь исчезнуть.
Он живёт под чужим именем в Риме, где встречает девушку Луизу, чей опекун владеет семейным пансионом. Жених Луизы, безволный и отвратительный граф Папиано, дружит с её отцом, ревнует к Матиасу. Граф проводит своеобразное расследование, интересуясь прошлым Матиаса. Он даже крадет у Матиаса деньги, чтобы помешать ему поехать с Луизой. Матиас застает вора на месте преступления, потом решается уехать, оставив предсмертную записку самоубийцы, подписанную его ненастоящим именем.
Матиас снова возвращается домой и обнаруживает, что его жена вышла замуж. Она стала наследницей тети Матиаса. Матиас теперь более уверен в себе. Он заставляет мужа своей жены, работника мэрии, выдать ему новые документы. Снова получив имя, Матиас уезжает в Рим, чтобы жениться на Луизе.